# Ekenäs
Ekenäs (Tammisaari în finlandeză) este o fostă comună din Finlanda. Majoritatea locuitorilor vorbeau limba suedeză, deși exista o minoritate finlandeză.